# Мередит, Джордж
Джордж Мередит (англ. George Meredith; 12 февраля 1828, Портсмут, Англия — 18 мая 1909, Боксхилл, Англия) — ведущий английский писатель и поэт викторианской эпохи. Из его многочисленных романов наиболее известен «Эгоист» (1879) — тонкий и ироничный психологический анализ душевных движений английского помещика и его невесты.

## Биография
Мередит родился в Портсмуте, Англия. Его дед и отец были поставщиками амуниции для военно-морского флота. Мать умерла, когда ему едва исполнилось пять лет. В четырнадцатилетнем возрасте его отправили учиться в Германию, в школу моравских братьев в Нойвинде, где он провел два года. Там он изучал право и получил свидетельство стряпчего, однако оставил профессию и посвятил себя журналистике и литературе. В 1849 женился на дочери Томаса Пикока, английского сатирика. Ему в то время был 21 год, ей 28, и для неё это был уже второй брак.

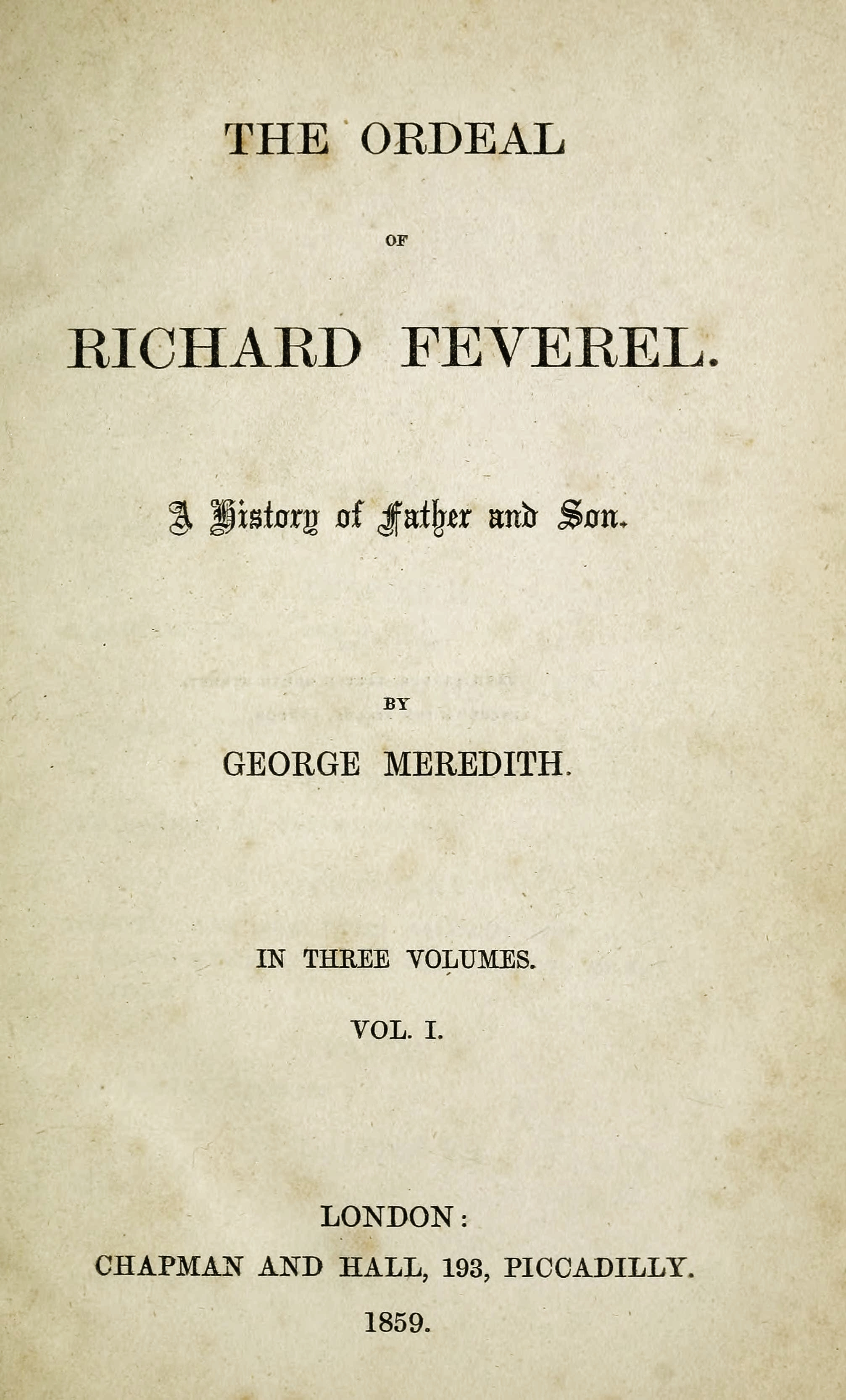
«Испытание Ричарда Феверела».Первое издание

В 1851 году вышла книга его стихов, до того публиковавшихся в периодической печати. Вскоре бурные события произошли в его личной жизни. В 1858 году его оставила жена, забрав с собой пятилетнего сына и вскоре после этого умерла. Эти события легли в основу его первого романа «Испытание Ричарда Феверела» (1859).
В 1864 он женится на Мэри Вальями и поселяется в графстве Суррей, где в будущем будет происходить действие его знаменитого романа «Эгоист». Здесь он продолжает писать романы, не оставляя, однако, и поэзии; чаще обращается к пейзажной лирике.
Одним из основных доходов писателя была работа в качестве редактора в различных издательствах. Он неизменно выступал с поддержкой молодых начинающих авторов. Так, он не только помог впервые опубликоваться Томасу Харди, но и посоветовал смягчить многие резкости его романа, выпиравшего за тесные рамки викторианской морали.
К концу жизни Мередит стал признанным мэтром английской литературы: после Теннисона он был президентом Общества авторов; в 1905 году был награждён Орденом Заслуг. В разное время его друзьями были Алджернон Чарльз Суинбёрн, Джеймс Мэтью Барри, Роберт Луис Стивенсон, Джордж Гиссинг.
Умер Мередит в 1909 в своем доме в Бокс-Хилле (Суррей).

## Оценки творчества
Артур Конан Дойль отдал Мередиту дань уважения в рассказе «Тайна Боскомской долины», где в одном из эпизодов Шерлок Холмс говорит доктору Ватсону: «А теперь, пожалуйста, давайте поговорим о Джордже Мередите — а все малозначительные вещи оставим на завтра». Оскар Уайльд, который называл Бальзака и Мередита своими любимыми романистами, дал парадоксальную характеристику его творчества в «Искусстве лжи»:
Его стиль — хаос, озаряемый вспышками молний. Ему, как писателю, подвластно всё, кроме языка; как романист, он освоил все искусства, кроме повествования; как художник, он обладает всеми достоинствами, кроме способности к самовыражению.
Литературовед Б. А. Кузьмин, объясняя «особое место Мередита в литературе <18>60-70-х годов», указывает, прежде всего, на то, что он «порывает с островной ограниченностью и становится пионером той европеизации культуры, за которую ратовал Мэтью Арнольд», — придавая, в частности, «стендалевское обаяние» своим молодым героям: «Мередит — экспериментатор, всегда задающийся вопросом, что будет с людьми, если довести их взаимоотношения до предельной напряженности, когда малейший поступок одного человека меняет всю психологическую обстановку и побуждает других к быстрой реакции, обнажающей их сущность», — резюмирует Кузьмин.